# Dawlat Ahmadzai
Dawlat Ahmadzai (sinh ngày 5 tháng 9 năm 1984) là 1 right-handed batsman và right arm fast-medium bowler hiện đang thi đấu cho đội tuyển quốc gia Afghanistan.
Sau khi Afghanistan có được tư cách One Day International khi nằm trong top 6 ở giải 2009 ICC World Cup Qualifier tại Nam Phi (tuy nhiên không vượt qua được vòng loại World Cup Cricket 2011), vào ngày 19 tháng 4 năm 2009, anh ghi được wicket đầu tiên cho Afghanistan trong 1 trận ODI khi anh loại Gavin Hamilton của Scotland và giúp đội nhà thắng trận tranh hạng 5 tại Willowmoore Park, Benoni.

## Liên kết khác
1. ↑  
"Afghanistan v Scotland in 2008/09". CricketArchive. Truy cập ngày 19 tháng 4 năm 2009.

- Cricinfo page on Dawlat Ahmadzai
- Dawlat Ahmadzai on CricketArchive